# Kanton Midi Corrézien
Der Kanton Midi Corrézien ist ein französischer Kanton im Département Corrèze und in der Region Nouvelle-Aquitaine. Er umfasst 33 Gemeinden aus dem Arrondissement Brive-la-Gaillarde. Bei der landesweiten Neuordnung der französischen Kantone wurde er 2015 neu geschaffen mit Beynat als Hauptort (frz.: bureau centralisateur).

## Gemeinden
Der Kanton besteht aus 33 Gemeinden mit insgesamt 12.388 Einwohnern (Stand: 1. Januar 2022) auf einer Gesamtfläche von 364,35 km²:
| Gemeinde                | Einwohner 1. Januar 2022 | Fläche km² | Dichte Einw./km² | Code INSEE | Postleitzahl |
| ----------------------- | ------------------------ | ---------- | ---------------- | ---------- | ------------ |
| Albignac                | 235                      | 9,74       | 24               | 19003      | 19190        |
| Astaillac               | 207                      | 7,35       | 28               | 19012      | 19120        |
| Aubazines               | 860                      | 14,10      | 61               | 19013      | 19190        |
| Beaulieu-sur-Dordogne   | 1.310                    | 16,89      | 78               | 19019      | 19120        |
| Beynat                  | 1.281                    | 34,84      | 37               | 19023      | 19190        |
| Bilhac                  | 246                      | 6,99       | 35               | 19026      | 19120        |
| Branceilles             | 276                      | 11,59      | 24               | 19029      | 19500        |
| Chauffour-sur-Vell      | 413                      | 7,19       | 57               | 19050      | 19500        |
| Chenailler-Mascheix     | 214                      | 15,82      | 14               | 19054      | 19120        |
| Collonges-la-Rouge      | 478                      | 14,31      | 33               | 19057      | 19500        |
| Curemonte               | 215                      | 8,83       | 24               | 19067      | 19500        |
| La Chapelle-aux-Saints  | 260                      | 4,72       | 55               | 19044      | 19120        |
| Lagleygeolle            | 224                      | 19,54      | 11               | 19099      | 19500        |
| Lanteuil                | 504                      | 22,47      | 22               | 19105      | 19190        |
| Le Pescher              | 358                      | 11,18      | 32               | 19163      | 19190        |
| Ligneyrac               | 293                      | 8,36       | 35               | 19115      | 19500        |
| Liourdres               | 266                      | 5,91       | 45               | 19116      | 19120        |
| Lostanges               | 152                      | 9,47       | 16               | 19119      | 19500        |
| Marcillac-la-Croze      | 176                      | 6,08       | 29               | 19126      | 19500        |
| Ménoire                 | 136                      | 6,43       | 21               | 19132      | 19190        |
| Meyssac                 | 1.290                    | 11,56      | 112              | 19138      | 19500        |
| Noailhac                | 351                      | 13,51      | 26               | 19150      | 19500        |
| Nonards                 | 478                      | 11,10      | 43               | 19152      | 19120        |
| Palazinges              | 167                      | 5,25       | 32               | 19156      | 19190        |
| Puy-d’Arnac             | 293                      | 12,27      | 24               | 19169      | 19120        |
| Queyssac-les-Vignes     | 235                      | 11,13      | 21               | 19170      | 19120        |
| Saillac                 | 210                      | 4,25       | 49               | 19179      | 19500        |
| Saint-Bazile-de-Meyssac | 137                      | 4,47       | 31               | 19184      | 19500        |
| Saint-Julien-Maumont    | 173                      | 6,21       | 28               | 19217      | 19500        |
| Sérilhac                | 273                      | 12,53      | 22               | 19257      | 19190        |
| Sioniac                 | 237                      | 10,60      | 22               | 19260      | 19120        |
| Tudeils                 | 266                      | 9,55       | 28               | 19271      | 19120        |
| Végennes                | 174                      | 10,11      | 17               | 19280      | 19120        |
| Kanton Midi Corrézien   | 12.388                   | 364,35     | 34               | 1910       | –            |

## Veränderungen im Gemeindebestand seit der landesweiten Neuordnung der Kantone
2019: Fusion Beaulieu-sur-Dordogne und Brivezac → Beaulieu-sur-Dordogne

## Politik
| Vertreter im Departementrat | Vertreter im Departementrat   | Vertreter im Departementrat |
| Amtszeit                    | Namen                         | Partei                      |
| --------------------------- | ----------------------------- | --------------------------- |
| 2015–                       | Pascal Coste Ghislaine Dubost | UMP                         |